# Халитова, Валентина Петровна
Валенти́на Петро́вна Хали́това (род. 1936) — советская лыжница, выступавшая на всесоюзном уровне на всём протяжении 1960-х годов. Чемпионка СССР в эстафете 4 × 5 км, обладательница серебряной медали в гонке на 10 км, бронзовая призёрка II зимней Спартакиады народов СССР. На соревнованиях представляла физкультурно-спортивное общество «Динамо» и Свердловскую область, мастер спорта.

## Биография
Родилась в 1936 году. Серьёзно заниматься лыжными гонками начала в Свердловске, присоединившись к местному совету физкультурно-спортивного общества «Динамо». Проходила подготовку под руководством мастера спорта Камиля Хасановича Халитова.
Дважды Халитова побеждала на чемпионате Центрального совета ФСО «Динамо», в 1961 году получила звание мастера спорта СССР. Первого серьёзного успеха на всесоюзном уровне добилась в сезоне 1963 года, когда выступила на чемпионате СССР в Мурманске и в составе динамовской команды одержала победу в программе эстафеты 4 × 5 км (стала, таким образом, первой чемпионкой СССР из Лесного). Также в этом сезоне стала третьей на первой Всесоюзной зимней Спартакиаде спортобщества «Динамо».
Два года спустя на всесоюзном первенстве в эстонском городе Отепя была в той же дисциплине третьей, уступив командам Вооружённых сил и «Спартака». Ещё через год на домашнем лично-командном первенстве СССР в Свердловске, которое являлось финалом II зимней Спартакиады народов СССР, с командой Свердловской области вновь выиграла бронзовую медаль, проиграв только лыжницам из Ленинграда и Москвы.
Последний раз Валентина Халитова показала сколько-нибудь значимый результат на всесоюзной арене в сезоне 1967 года, когда на чемпионате СССР в Мурманске завоевала серебряную медаль в индивидуальной гонке на 10 км — пропустила вперёд только олимпийскую чемпионку и многократную чемпионку мира Алевтину Колчину.